# Thorleif Björnstad
Thorleif Björnstad, né le 8 mai 1885 à Christiania et mort le 22 décembre 1930 à Berne, est un skieur norvégien.

## Biographie

### Enfance
Thorleif Björnstad est né à Christiania le 8 mai 1885. Il est le fils d'Ole Björnstad, qui est marchand, et d'Agnes Pauls.
En 1903, Thorleif Björnstad brille avec la troisième place du combiné nordique chez les juniors lors du Festival de ski d'Holmenkollen. Cette même année, c'est Leif Berg qui domine le concours de saut également chez les juniors.

### Carrière
Lors de l'été 1904, Christoph Iselin, pionnier du ski et président du club de Glaris, demande à son ami norvégien Anders Holte, de lui recommander deux jeunes athlètes norvégiens, afin d'enseigner le ski. Anders Holte recommande Thorleif Björnstad et Leif Berg qui arrivent à Glaris en décembre 1904 pour l'hiver 1904-1905,. En 1905, ils participent en hors-concours à la première édition du championnat de Suisse de ski. Lors de cette compétition, Thorleif Björnstad et Leif Berg réalise un saut simultané à 25 m. Leif Berg, seul, réalise un saut à 27 m ce qui est le record du tremplin ainsi que 10 m de plus que les concurrents du championnat,. La compétition accueille 10 000 spectateurs et c'est l'un des tournants de l'introduction du ski en Suisse. Avec Thorvald Heyerdahl et les frères Smith, Harald et Trygve (no), Thorleif Björnstad fait partie des premiers instructeurs du ski suisse.
En 1905, Thorvald Heyerdahl trouve un stage la fabrique de chocolat Tobler à Berne en 1905. En 1906, Thorvald Heyerdahl fait une nouvelle démonstration lors de la deuxième édition des championnats de Suisse à Zweisimmen. Ensuite, il part avec Anders Holte et Leif Berg en Allemagne. Ils sont invités par Karl Gruber (de) à Bayrischzell puis ils se rendent dans le Feldberg. Pendant son séjour en Allemagne, Thorvald Heyerdahl travaille au magasin de sport Schwager à Munich. Quelques mois plus tard, Thorvald Heyerdahl rentre à Berne et il travaille au magasin d'articles de sport Dethleffsen au 11 de la Schauplatzgasse (en),. Il fabrique également des skis.
En 1910, Thorvald Heyerdahl représente la Suisse lors des réunions de la Commission Internationale de Ski (ancêtre de la Fédération internationale de ski),. Thorvald Heyerdahl est un moniteur de ski apprécié et un officiel sportif (par exemple aux Jeux olympiques d'hiver de 1928 de Saint-Moritz). Il a une influence importante sur le ski et le tourisme suisses,. Il est l'un des fondateurs et un membre important du Ski-Club Christiania Bern jusqu'à son décès en 1930. Après sa mort, le club de ski de Berne crée en son honneur une course qui porte son nom,.